# Philipp Weltzien
Philipp Weltzien (* 1987 in Suhl) ist ein deutscher Politiker (Die Linke). Er war von 2019 bis 2024 Abgeordneter des Thüringer Landtages.
Nach dem Abitur 2006 absolvierte Weltzien eine Ausbildung zum Fachinformatiker für Systemintegration, die er 2011 abschloss. Von 2011 bis 2014 war er als Techniker für Bürokommunikation, von 2014 bis 2019 als Informatiker angestellt.
Weltzien ist seit 2009 Ratsmitglied der Stadt Suhl und dort seit 2013 Vorsitzender der Stadtratsfraktion Die Linke. Bei der Landtagswahl in Thüringen 2019 gewann er das Direktmandat im Wahlkreis Suhl – Schmalkalden-Meiningen IV. Bei der Landtagswahl 2024 verfehlte er den Wiedereinzug in den Landtag.
Zu Bundestagswahl 2025 trat Weltzien im Wahlkreis Suhl – Schmalkalden-Meiningen – Hildburghausen – Sonneberg an, verfehlte aber den Einzug in den Deutschen Bundestag. 